# Chiesa di Santa Maria d'Ajello
La chiesa di Santa Maria d'Ajello è un luogo di culto cattolico di Afragola.

## Storia
Secondo la tradizione locale, la chiesa fu fondata nel 1190 su un terreno di proprietà della curia arcivescovile di Napoli. La parte più antica era costituita dalla Cappella del presepe, incorporata in uno degli ambienti laterali della chiesa durante l'ampliamento del XVI secolo.
Nel 1535 (nel 1528 secondo altre fonti) il notaio Berardino Castaldi lasciò una cospicua eredità alla chiesa tanto da permettere l'ingrandimento del tempio con la realizzazione delle due navate laterali e del campanile. I lavori iniziarono nel 1583 ma proseguirono a rilento: ancora nel 1598, la Santa visita episcopale riporta che gli ambienti erano insufficienti per la platea parrocchiale, in continua espansione. Nel quadriennio 1780 - 1784 il tempio fu interessato da un nuovo ciclo di lavori, che riguardano il prospetto interno e la decorazione interna in stile barocco napoletano.

## Descrizione
L'ingresso della chiesa è collegato al piazzale sottostante tramite una scalinata di 14 gradini in piperno. Il campanile è sormontato da una cupola in maioliche verdi e gialle. Internamente la chiesa ha 12 cappelle e 8 altari. All'interno del presbiterio si trova una pala d'altare raffigurante l'Assunta in cielo fra gli angeli, opera del pittore Leonardo Castellano, realizzata nel XVI secolo.